# V'eol
V’eol était le système de location de vélos en libre-service de Caen dans le département français du Calvados, mis en place par la municipalité et disponible depuis le 22 mars 2008, jusqu'à sa fermeture le 31 décembre 2017. Le système comprenait 350 vélos et 40 stations.

## Précédents et montage financier
La ville dispose de 65 kilomètres d'itinéraires cyclables.
Le parc V’eol était géré par Clear Channel Communications – concurrent malheureux à l'obtention du marché du Vélib parisien – avec un contrat de 10 ans. La ville a choisi de ne pas financer le service par la publicité, il sera donc imputé pour 637 000 €/an sur le budget de la ville.
Le service n'est pas renouvelé au terme des 10 ans de contrat, au vu de sa faible popularité et de son coût.